# Крешимир Чосич
Крешимир Чосич (хорв. Krešimir Ćosić; 26 листопада 1948, Загреб — 25 травня 1995, Балтимор) — югославський баскетболіст, який грав на позиції центрового. Після закінчення кар'єри гравця — югославський та хорватський баскетбольний тренер та хорватський дипломат. Олімпійський чемпіон 1980 року, дворазовий чемпіон світу (1970, 1978) і триразовий чемпіон Європи (1973, 1975, 1977). Член Баскетбольної зали слави з 1996 року.

## Біографія
Крешимир Чосич народився в Загребі, але ріс у Задарі, де розпочав кар'єру гравця в місцевому баскетбольному клубі «Задар». У кінці 1960-х років «Задар» був найсильнішим клубом югославської першості, тричі вигравав чемпіонат країни, а в 1968 році став півфіналістом Кубка європейських чемпіонів. У 1970 році Чосич вступив до американського Університету Брігама Янга, та протягом трьох сезонів дуже успішно грав у складі університетської команди, та став першим іноземцем, якого включили до символічної збірної студентської першості США, та удостоєний такої честі двічі, в 1972 і 1973 роках. Після завершення навчання в університеті Чосича запрошували у професійні клуби США, проте він повернутися на батьківщину, де спочатку знову грав у складі «Задара», пізніше став гравцем «Олімпії» з Любляни, грав у Італії за «Віртус» з Болоньї, а у 1983 році завершив кар'єру гравця у складі загребської «Цибони».

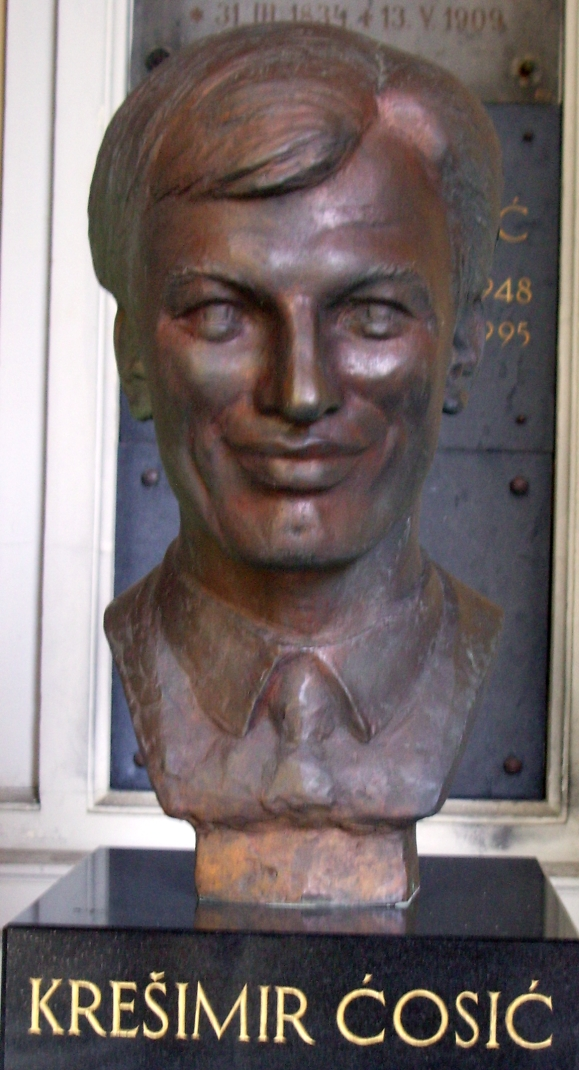
Бюст Крешимира Чосича на цвинтарі Мірогой

Відомим у світі Крешимир Чосич став завдяки виступам у складі збірної Югославії, у складі якої він зіграв 303 матчі. Чосич брав участь у 4 підряд літніх Олімпійських ігор, а в 1980 році став олімпійським чемпіоном, двічі ставав срібним призером ігор. Загалом протягом ігрової кар'єри він був учасником 4 чемпіонатів світу та 8 чемпіонатів Європи, на яких виграв 5 золотих, 5 срібних і одну бронзову медаль.
Після завершення кар'єри гравця Чосич розпочав працювати тренером. Ще під час кар'єри гравця він тренував люблянську «Олімпію», та привів її до звання чемпіона Югославії, цей він повторив і разом із загребською «Цибоною», загалом вигравав югославську першість 5 разів, працював також з італійським клубом «Віртус» та грецьким клубом АЕК. Під його керівництвом збірна Югославії у 1986 і 1987 роках ставала бронзовим призером чемпіонатів світу та Європи, а в 1988 році під його керівництвом збірна виграла срібні медалі Олімпійських ігор.
Після відходу з баскетболу Чосич працював у посольстві Хорватії в США. Помер колишній баскетболіст 25 травня 1995 року в Балтиморі від раку. Похований Крешимир Чосич у Загребі на цвинтарі Мирогой. За рік після смерті Чосича прийняли до Баскетбольної зали слави на батьківщині баскетболу, в Массачусетсі, й він став лише третім іноземцем, увічненим у баскетбольній залі слави. У 2007 році його прийняли до нової Зали слави ФІБА. Іменем Крешимира Чосича названий національний баскетбольний кубок Хорватії, а також одна з площ Загреба.

## Титули та досягнення

### Командн
- Чемпіон Югославії (6): 1965, 1967, 1968, 1974, 1975, 1982
- Володар Кубка Югославії (4): 1970, 1981, 1982, 1983
- Чемпіон Італії (2): 1979, 1980
- Володар Кубка володарів Кубків (1): 1982
- Олімпійський чемпіон (1): 1980
- Чемпіон світу (2): 1970, 1978
- Чемпіон Європи (3): 1973, 1975, 1977
- Срібний призер Олімпійських ігор (2): 1968, 1976
- Срібний призер чемпіонату світу (2): 1967, 1974
- Срібний призер чемпіонату Європи (3): 1969, 1971, 1981
- Бронзовий призер чемпіонату світу (1): 1986 (як тренер)
- Бронзовий призер чемпіонату Європи (2): 1979, 1987 (як тренер)

### Особисті
- Найцінніший гравець Євробаскету (1971, 1975)
- Спортсмен року в Хорватії (1980)
- Включений до списку 50 найкращих гравців ФІБА (1991)
- Прийнятий до Баскетбольної зали слави в Массачусетсі (1996)
- Прийнятий до Зали слави ФІБА (2007)
- Включений до списку 50 осіб, які внесли найбільший внесок у розвиток Євроліги (2008)